# بیمارستان سلامت اهواز

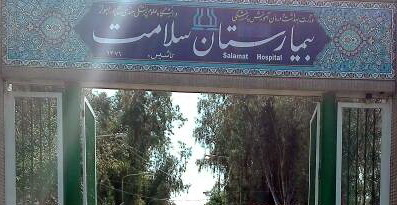

بیمارستان سلامت اهواز در سال ۱۳۷۶ با مساحت کل ۶۹۴۵۰ مترمربع در کیلومتر ۷ جاده اهواز-اندیمشک راه اندازی شده و  دارای 220 تخت مصوب بوده که هم‌اکنون به بیماران حاد  اعصاب و روان به‌طور کاملاً تخصصی با استفاده از کادر پزشکی و پرستاری و روانشناسی مجرب خدمت رسانی می‌نماید.در حال حاضر رئیس این بیمارستان آقای دکتر عباس پزشکی میباشد.مدیریت داخلی مهندس محسن محمدیان و مسئول روابط عمومی آقای مهندس محمدسعید عفراوی میباشد. موسسه خیریه صدای امید جهت ارائه خدمات حمایتی و مددکاری در بیمارستان فعال می باشد. بیمارستان دارای سه بخش مردان و یک بخش زنان بوده و این مرکز دارای واحدهای اورژانس درمانگاه تخصصی اعصاب و روان ، واحد شوک درمانی ، رادیولوژی ، آزمایشگاه و کاردرمانی می باشد. موقعیت جعرافیایی بیمارستان کلیومتر7 جاده اهواز اندیمشک نرسیده به پلیس راه جدید می باشد.